# Casa Rozes
Casa Rozés és un edifici residencial del terme municipal de Roses, a la comarca de l'Alt Empordà, sobre la punta de Canyelles Grosses. És d'estil racionalista i del Moviment Modern projectat per Josep Antoni Coderch i de Sentmenat. Edificat sobre el penya-segat entre 1961 i 1962.
Va ser declarada Bé Cultural d'Interès Nacional per acord del govern publicat al DOGC el 08-02-1993. Juntament amb la Casa Ugalde de Caldes d'Estrac, pot considerar-se una de les obres més rellevants de la producció arquitectònica de Coderch i de l'arquitectura d'aquest període a Catalunya.

## Descripció
És un edifici unifamiliar aïllat d'una sola planta que aprofita la irregularitat del terreny per organitzar-se en diversos nivells esglaonats en un constant i rítmic desplaçament lateral. Exteriorment, les obertures són tant quadrades com rectangulars, algunes tancades amb persianes de llibret i d'altres protegides per un voladís destacat. Interiorment, la casa presenta dues zones diferenciades.
A la part alta, les estances s'articulen al voltant d'un pati central de planta quadrada. Destaca la sala d'estar, el menjador i la cuina. En canvi, a la part baixa, els espais s'articulen mitjançant un passadís situat al costat nord, que alhora es comunica amb l'exterior. Així doncs, les estances presents en aquesta zona corresponen als dormitoris.Tots els nivells en forma de cub estan comunicats per un llarg passadís. Una terrassa coberta amb voladís domina el nivell superior de la casa. La construcció es troba arrebossada i emblanquinada.

## Història
La construcció de la casa va ser encarregada pel doctor Louis Rozés, metge de Perpinyà, per tal que servís com a casa d'estiueig per a ell i la seva família. L'autor de la casa Rozés, Josep Antoni Coderch i de Sentmenat (Barcelona, 26 de novembre de 1913-Barcelona, 6 de novembre de 1984) fou un arquitecte i teòric de l'arquitectura. Estudià a l'Escola Tècnica Superior d'Arquitectura de Barcelona. Començà a treballar a Madrid amb Pedro Muguruza i més tard amb Secundino Zuazo. Al cap de dos anys de finalitzar els estudis establí a Barcelona el seu despatx d'arquitectura junt a Manuel Valls. En anys posteriors dissenyà nombrosos edificis, alguns dels quals foren representatius del conjunt de la seva obra, com ara la Casa Ugalde i l'edifici d'habitatges del carrer Johann Sebastian Bach de Barcelona. Rebé diversos premis d'arquitectura i disseny i Josep Lluís Sert el va proposar com a representant d'Espanya al CIAM, el Congrés Internacional d'Arquitectes Moderns. El seu Pavelló d'Espanya per a la IX Triennal de Milà obtingué un gran èxit de crítica. El 1965 Coderch inicià la seva activitat com a professor a l'Escola d'Arquitectura de Barcelona. Fou membre del Team 10 participant en discussions junt a Peter Smithson Aldo Van Eyck i d'altres.
La casa Rozés s'engloba dins del moviment arquitectònic del racionalisme. Aquest moviment es formà cap al 1918 i tingué com a representants més significatius Bruno Zevi -el qual popularitzà la denominació-, Le Corbusier, Walter Gropius, Jacobus Johannes Pieter Oud, Erich Mendelsohn. A Alemanya el racionalisme està representat per Walter Gropius, fundador de la Bauhaus, i el seu col·laborador Ludwig Mies van der Rohe. Als Països Baixos, els integrants del grup De Stijl (L'Estil) defensen aquests postulats, apreciables en obres com la Casa Schröder (1924, obra de Gerrit Rietveld. Independent d'ambdós grups, el suís Le Corbusier és altra de les personalitats més destacades i influents d'aquesta corrent que s'estengué arreu del món. El racionalisme arquitectònic sorgí a Europa després de la primera guerra mundial, per la defensa del funcionalisme dels edificis, l'absència de decoració, la ruptura amb els valors històrics i la influència de la producció industrial.
Amb unes obres inicials relacionades encara amb el GATCPAC (la urbanització les Forques del 1945 i la casa Garriga Nogués del 1947 a Sitges), hom relaciona Coderch amb l'arquitectura de signe organicista, és a dir, en estreta harmonia amb la naturalesa. Con Niemeyer, Aalto o Wright, les seves cases unifamiliars, fetes sovint en col·laboració amb Manuel Valls, es caracteritzen per una planta lliure, una adaptació al terreny, la matisació de la llum i la interrelació dels espais. Com a exemples d'aquests plantejaments podem citar la Casa Ugalde de Caldes d'Estrach (1951) o la Sitges de Sitges (1951). Tanmateix, alló que més caracteritzà Coderch i la seva obra fou la seva actitud independent i alhora responsable. Conscient dels mínims detalls dels ambients de la vida quotidiana, de l'ús correcte dels materials i de l'autèntica dedicació a l'ofici, Coderch dugué a terme edificis tan diversos com el conjunt d'habitatges de les Cotxeres de Sarrià, els edificis Trade, l'Institut Francès o l'ampliació de l'ETSAB.